# Northern blot
Northern blot, hibridación northern o ensayo northern es una técnica de detección de moléculas de ácido ribonucleico (ARN) de una secuencia dada dentro de una mezcla compleja (por ejemplo, un ARN mensajero para un péptido dado en una muestra de ARN total). Para ello, se toma la mezcla de ARN y se somete a una electroforesis en gel a fin de separar los fragmentos de acuerdo con su tamaño. Tras esto, se transfiere el contenido del gel, ya resuelto, a una membrana cargada positivamente en la que se efectúa la hibridación de una sonda molecular marcada radiactiva o químicamente.
El nombre de la técnica deriva de la que detecta ácido desoxirribonucleico (ADN), denominada Southern blot en honor a su inventor, Edwin Southern (1975). En 1977, James Alwine, David Kemp y George Stark en la Universidad de Stanford[cita requerida] desarrollaron el northern blot y lo denominaron empleando el punto cardinal opuesto («northern», septentrional en inglés, frente al meridional «southern»). 

## Procedimiento
El procedimiento general comienza con la extracción del ARN total de una muestra de tejido homogeneizado. El ARN se puede aislar mediante cromatografía para retener solamente los ARN con colas de poli(A). Las muestras de ARN se separan entonces mediante electroforesis en gel. Dada la fragilidad de los geles y la dificultad para que las sondas penetren en la matriz, las muestras de ARN, separadas por tamaño tras la electroforesis, se transfieren a una membrana de nailon, bien por capilaridad o empleando un sistema de vacío.

Los sistemas de capilaridad iónica se utilizan pra transferir el ARN desde un gel de electroforesis a una membrana de northern blot.

Una membrana de nailon cargada positivamente es el soporte más eficaz para realizar la hibridación en el northern blot ya que los ácidos nucleicos, que están cargados negativamente, tienen una alta afinidad por estas membranas. El tampón de transferencia que se usa en el ensayo suele contener formamida, dado que esta reduce la temperatura de interacción de las muestras, lo que evita la utilización de altas temperaturas que podrían desnaturalizar las moléculas de ARN. Una vez que el ARN se ha transferido a la membrana, se inmoviliza mediante enlaces covalentes formados con la membrana, lo cual se consigue por medio de luz ultravioleta o calor. Después del marcaje de la sonda, ésta se hibrida con el ARN en la membrana. Las condiciones experimentales que pueden afectar la eficiencia y especificidad de la hibridación están determinadas por las condiciones iónicas, de viscosidad, la presencia de ARN bicatenario, bases desemparejadas y composición de las mismas. Finalmente, la membrana debe lavarse para asegurar que la sonda se ha unido de forma específica y para evitar ruido de fondo en las señales emitidas por la misma. Estas señales pueden cuantificarse mediante densitometría. Para crear controles y poder asegurarnos de que no se están mostrando genes que no nos interesen se puede realizar posteriormente la determinación empleando chips de ADN o RT-PCR.

### Geles

El RNA puede correr en un gel de agarosa para mostrar las subunidades ribosomales 28s (banda superior) y 18s (banda inferior).

Las muestras de ARN se separan habitualmente en geles de agarosa que contienen formaldehído como agente desnaturalizante del ARN. Los geles pueden teñirse con bromuro de etidio u otro agente intercalante y se visualizan generalmente bajo luz ultravioleta. También pueden usarse geles de poliacrilamida con urea, aunque esto suele limitarse a fragmentos de ARN o miARN, ya que poseen un tamaño de poro más pequeño, por lo que el ARN que suele utilizarse no podría desplazarse por el gel. Suele utilizarse además un patrón de ARN con muestras de tamaño conocido para poder estimar el tamaño de las muestras en estudio.

### Sondas
Las sondas para el ensayo northern están compuestas por ácidos nucleicos con una secuencia complementaria a todo o parte del RNA que nos interesa. Pueden ser de DNA, RNA u oligonucleótidos, con un mínimo de 25 bases complementarias para nuestra secuencia diana. Las sondas de RNA o ribosondas que se transcriben in vitro ayudan a prevenir el ruido de fondo. Normalmente, el DNA complementario se sintetiza con cebadores para la secuencia RNA de interés para actuar como sonda en el Northern blot. Las sondas requieren ser marcadas bien con isótopos radiactivos  (32P) o con quimioluminiscencia, ya sea con fosfatasa alcalina o con peroxidasa de rábano, las cuales, tras la adición de su sustrato específico producen una emisión de luz detectable. El marcaje por quimioluminiscencia puede hacerse de dos formas: Por un lado, la sonda puede estar unida a la enzima o bien unida a un ligando (p.ej, biotina) para la cual hay un anticuerpo (avidina o estreptavidina en este caso) está unido a la enzima que revelará el marcaje. Los Rayos X pueden detectar tanto las señales radioactivas como las quimioluminiscentes, siendo preferida por muchos investigadores la segunda, dada su mayor rapidez, sensibilidad y reducción de los riesgos para la salud que conlleva trabajar con compuestos radioactivos.

## Aplicaciones
El ensayo northern permite observar un patrón particular de expresión genética entre tejidos, órganos, estadios del desarrollo, niveles de estrés ambiental, infecciones causadas por patógenos y durante el curso del tratamiento de las mismas. Esta técnica se ha utilizado para mostrar la sobreexpresión de oncogenes y la desregulación de genes oncosupresores en células cancerosas cuando son comparadas con tejidos normales.
Los patrones de expresión obtenidos nos ayudan a conocer las funciones de los genes. Desde que el RNA se separó por su tamaño, las sondas contra el mismo pueden darnos una idea de su tamaño, sugerir ayuste alternativo, o motivos repetidos en la secuencia. La variación en el tamaño del producto de un gen puede además indicarnos deleciones o errores en el proceso de transcripción. Alterando la sonda podemos conocer la secuencia e incluso determinar que región del RNA ha sido delecionada.

## Ventajas y desventajas
El análisis de la expresión génica puede realizarse por diversos métodos, como RT-PCR, ensayos de protección de RNasa, chips de ADN, análisis seriado de expresión génica así como el ensayo northern. Los chips de ADN son los más utilizados y son generalmente consistentes con los datos obtenidos por el ensayo northern. No obstante, en ocasiones éste es capaz de detectar pequeños cambios en la expresión de genes que los chips de ADN no pueden identificar.
Ventajas adicionales de usar el ensayo northern incluyen la capacidad de definir el tamaño de la cadena de ARN, la capacidad de observar los productos del empalme alternativo, la posibilidad de usar sondas con homología parcial, la habilidad de medir el tamaño y la calidad del ARN antes de realizar la inmovilización en la membrana y finalmente la opción de guardar la membrana para ser analizada en repetidas ocasiones en el futuro.
Un problema común del ensayo northern es la degradación de la muestra por ribonucleasas (endógenas de la muestra o a través de contaminación ambiental), que puede evitarse con una apropiada esterilización de los materiales así como el uso de inhibidores de RNasas como el dietilpirocarbonato.

## Northern blotinverso
En esta versión alternativa del método el ácido nucleico que actúa como sustrato (fijo en la membrana) está formado por fragmentos aislados de ADN, mientras que la sonda está formada por ARN obtenido de los tejidos y etiquetada con material radioactivo.
Esta variante es más compatible con el uso de un chip de ADN, que se ha convertido en práctica común en la parte final de la década de 1990 y la primera del siglo XXI. Ambas prácticas requieren la fijación de fragmentos de ADN como su hibridación con sondas de ARN celular. De esta manera el proceso inverso, aunque inicialmente era poco común, permitió que el northern blot evolucionara hasta tener un lugar en el desarrollo de los  perfiles de expresión génica.